# السعادة: موجز تاريخي
كتاب السعادة، موجز تاريخي A Brief History of Happiness  من إصدارات الكويت ضمن سلسلة عالم المعرفة من تأليف الكاتب الأمريكي نيكولاس وايت وترجمه إلى العربية سعيد توفيق من مصر. يتحدث الكتاب عن معنى  السعادة في كتابات الفلاسفة الذين انشغلوا بها منذ عصر الفلاسفة القدماء الذين يركز عليهم المؤلف بشكل واضح، وهو يبرز بوضوح مدى ما هنالك من تضارب في المواقف والآراء حول الأهداف والرغبات التى تتعلق بالسعادة.

## مؤلف الكتاب
ولد نيكزلاس وايت عام 1942 ووهو باحث ومهتم بالفلسفة اليونانية وفلسفة الاخلاق ونظرية المعرفة ولديه العديد من المؤلفات في هذه المجالات. حصل على الدكتوراه من جامعة هارفارد، وعمل استاذا للفلسلة في جامعة يوتاه وجامعة ميتشغن وجامعة كاليفورنيا

## المحتوى
يتحدث الكتاب عن السعادة في كتابات الفلاسفة الذين انشغلوا بها، ويبرز تضارب الاآراء حول الاهداف والرغبات التي تتعلق بالسعادة. ويأتي على ذكر اراء أرسطو الإغريق ارسكو وافلاطون ويمر على نيتشة وفكره المعاصر. الكتاب من سبعة فصول وملحق بأسماء الاعلام التاريخية.
ويعالج الكتاب عددا من الاسئلة الاساسية مثل: ما هي السعادة؟ هل يجب أن تلعب السعادة مثل هذا الدور المهيمن في حياتنا؟ كيف نتعامل مع الخلافات بين الأشياء المختلفة التي تجعلنا سعداء؟. ويأخذ في الاعتبار الطرق التي تعامل بها المفكرون الرئيسيون من العصور القديمة إلى العصر الحديث مع السعادة: من فكرة أفلاطون عن انسجام الروح ، إلى نصرة نيتشه للصراع على الانسجام.
يتلخص الكتاب ان  التاريخ الفلسفى لمعنى السعادة، إلى أنه لا وجود لمعنى عام يمكن أن نسترشد به في كل موقف، وأننا يمكن أن نحيا السعادة ونتصرف بما يكفل لنا تحقيقها من دون أن نكون موجهين بمفهوم عام للسعادة ينطبق على كل حالة أو موقف، وبهذا الاعتبار فإن هذا الكتاب فيه منفعة كبيرة للمشتغلين بالبحث عن معنى السعادة من الدارسين للفلسفة وغيرهم من عموم الطامحين إلى المعرفة.

## فصول الكتاب
- تقديم المفهوم [4]
- تضارب التوجهات، وجهات النظر، تعريف السعادة
- المتعة ومذهب الللذة ومقياس السعادة
- السعادة بوصفها بنية وانسجاما
- الاخلاقية والسعادة والتضارب
- السعادة والواقع والقيمة
- التصرف من دون مفهوم

## وصلات خارجية
- مقال عن الكتاب صحيفة اليوم السابع المصرية
- الكتاب باللغة الانجليزية عبر كتب جوجل